# Yang Yumin
Yang Yumin (en chino, 杨玉敏; Dalian, China; 1 de enero de 1955) es un exfutbolista y entrenador de fútbol de China que jugaba en la posición de delantero.

## Carrera

### Club
Jugó toda su carrera con el Liaoning FC de 1972 a 1982, con el que fue campeón nacional en 1978.

### Selección nacional
Jugó para China de 1977 a 1982 en 11 partidos sin anotar goles, participó en la Copa Asiática 1980 y ganó la medalla de brnce en los Juegos Asiáticos de 1978.

### Entrenador
| Periodo   | Club             |
| --------- | ---------------- |
| 1992–1994 | Liaoning FC      |
| 1996-1997 | Liaoning FC      |
| 1998      | Jiangsu Jiajia   |
| 2009      | Shenyang Dongjin |
| 2012      | Shenyang Dongjin |

## Logros
- Liga Jia-A: 1

1978

## Vida personal
La hija de Yang Yumin, Yang Banban, es jugadora de baloncesto y seleccionada nacional.